# Cepidlak
Cepidlak falu Horvátországban Kapronca-Kőrös megyében. Közigazgatásilag Sveti Ivan Žabnóhoz  tartozik.

## Fekvése
Kőröstől 13 km-re délkeletre, községközpontjától 8 km-re északkeletre a Bilo-hegység lejtőin szétszórtan fekszik.

## Története
1857-ben 402, 1910-ben 422 lakosa volt. Trianonig Belovár-Kőrös vármegye Körösi járásához tartozott. 2001-ben 176 lakosa volt.

## Külső hivatkozások
A község hivatalos oldala